# Psychocandy
Az 1985-ös Psychocandy a The Jesus and Mary Chain debütáló nagylemeze. Az albumot úttörőnek tartják, több minden idők legjobb listára felkerült, ilyen például a Q magazin Minden idők 100 legjobb brit albuma, ahol a 88. helyet szerezte meg. 2006-ban a Q magazin a 23. helyre rakta a 80-as évek 40 legjobb albuma listán. 2003-ban 268. lett a Rolling Stone magazin Minden idők 500 legjobb albuma listáján. Szerepel az 1001 lemez, amit hallanod kell, mielőtt meghalsz című könyvben.

## Az album dalai
| 1. | Just Like Honey  | Jim Reid, William Reid | 3:03 |
| 2. | The Living End   | Reid, Reid             | 2:16 |
| 3. | Taste the Floor  | Reid, Reid             | 2:56 |
| 4. | The Hardest Walk | Reid, Reid             | 2:40 |
| 5. | Cut Dead         | Reid, Reid             | 2:47 |
| 6. | In a Hole        | Reid, Reid             | 3:02 |
| 7. | Taste of Cindy   | Reid, Reid             | 1:42 |

| 1. | Never Understand      | Reid, Reid | 2:57 |
| 2. | Inside Me             | Reid, Reid | 3:09 |
| 3. | Sowing Seeds          | Reid, Reid | 2:50 |
| 4. | My Little Underground | Reid, Reid | 2:31 |
| 5. | You Trip Me Up        | Reid, Reid | 2:26 |
| 6. | Something's Wrong     | Reid, Reid | 4:01 |
| 7. | It's So Hard          | Reid, Reid | 2:37 |

## Közreműködők

### The Jesus and Mary Chain
- Jim Reid – ének, gitár, producer
- William Reid – ének, gitár, producer
- Douglas Hart – basszusgitár, producer
- Bobby Gillespie – dob, producer

### További közreműködők
- Karen Parker and Laurence – háttérvokál
- John Loder – hangmérnök
- Greg Allen – művészeti vezető
- Alistair Image – fényképek
- Bleddyn Butcher – fényképek
- Chris Clown – fényképek
- Mike Laye – fényképek
- Rona McIntosh – fényképek
- Stuart Cassidy – fényképek

## Fordítás
Ez a szócikk részben vagy egészben a Psychocandy című angol Wikipédia-szócikk ezen változatának fordításán alapul.  Az eredeti cikk szerkesztőit annak laptörténete sorolja fel. Ez a jelzés csupán a megfogalmazás eredetét és a szerzői jogokat jelzi, nem szolgál a cikkben szereplő információk forrásmegjelöléseként.